# محمدحسن شهسواری

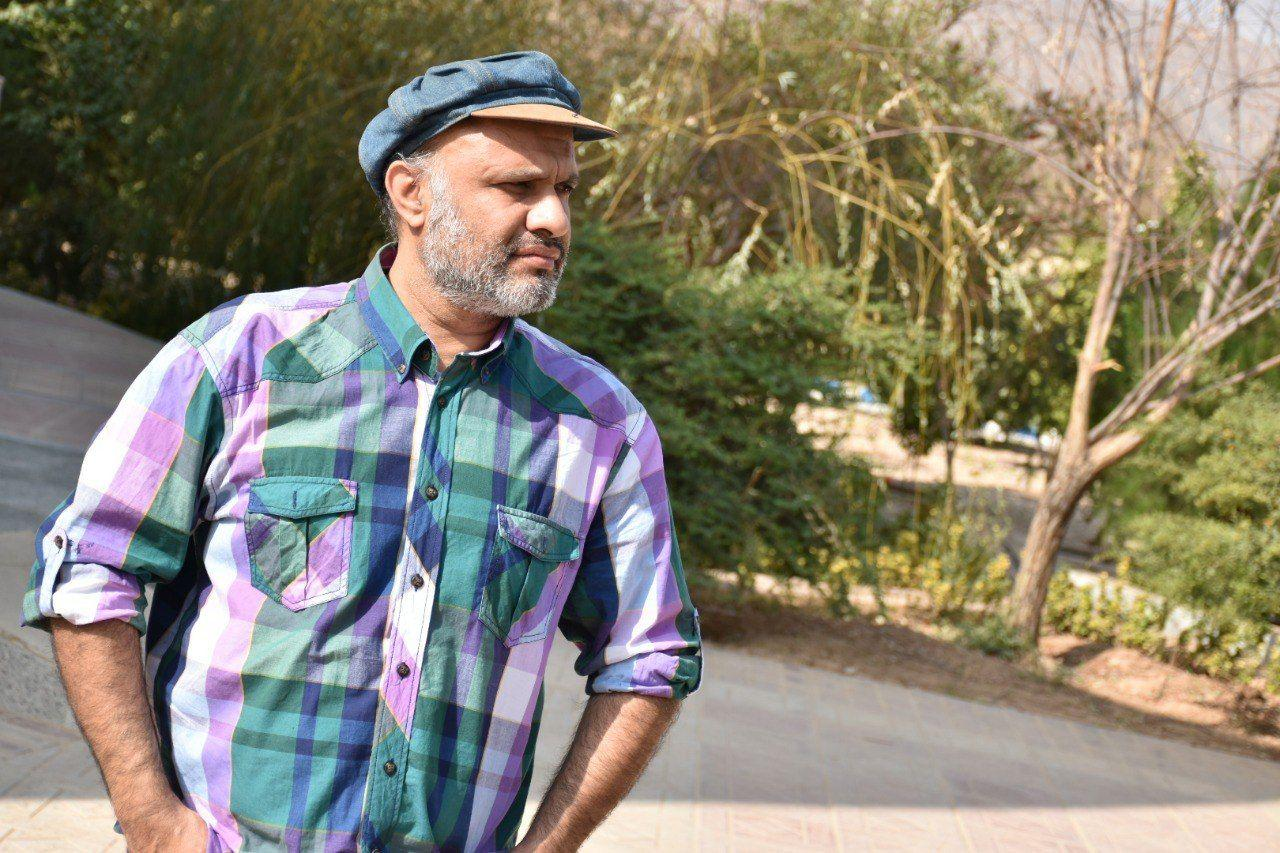
محمدحسن شهسواری، ۱۳۹۷‎.

محمدحسن شهسواری (زاده ۱۳۵۰ در آبادان) نویسنده و روزنامه‌نگار ایرانی است.پدر و مادر وی از شهر بیرجند میباشند و از  دوران کودکی در سن ۵سالگی در شهر تهران زندگی و بزرگ شده است
او که دانش‌آموخته رشتهٔ ارتباطات است، داور چند جشنواره و مسابقهٔ ادبی از جمله جایزه هوشنگ گلشیری، مسابقه بهرام صادقی و جایزه منتقدان و نویسندگان مطبوعاتی بوده‌است.

## کتاب‌ها
- مجموعه‌داستان «کلمه‌ها و ترکیب‌های کهنه»، ۱۳۷۹، نشر آسا
- رمان پاگرد، ۱۳۸۳، نشر افق
- مجموعه‌داستان «تقدیم به چند داستان کوتاه»، ۱۳۸۶، نشر چشمه
- شب ممکن، ۱۳۸۸، نشر چشمه
- رمان شهربانو، ۱۳۹۰، نشر چشمه
- رمان وقتی دلی، نشر شهرستان ادب
- حرکت در مه، ۱۳۹۵، نشر چشمه
- رمان میم عزیز، انتشار اینترنتی
- بهشت مغولی، ناشر مؤلف
- مرداد-دیوانه مرداد دیوانه، ۱۳۹۶، نشر ققنوس
- ایران‌شهر، ۱۳۹۸، شهرستان ادب
- شهریور شعله‌ور، ۱۳۹۸، نشر ققنوس